# Anomala nigrolineata
Anomala nigrolineata är en skalbaggsart som beskrevs av Kobayashi 1987. Anomala nigrolineata ingår i släktet Anomala och familjen Rutelidae. Inga underarter finns listade i Catalogue of Life.